# Silkespapper

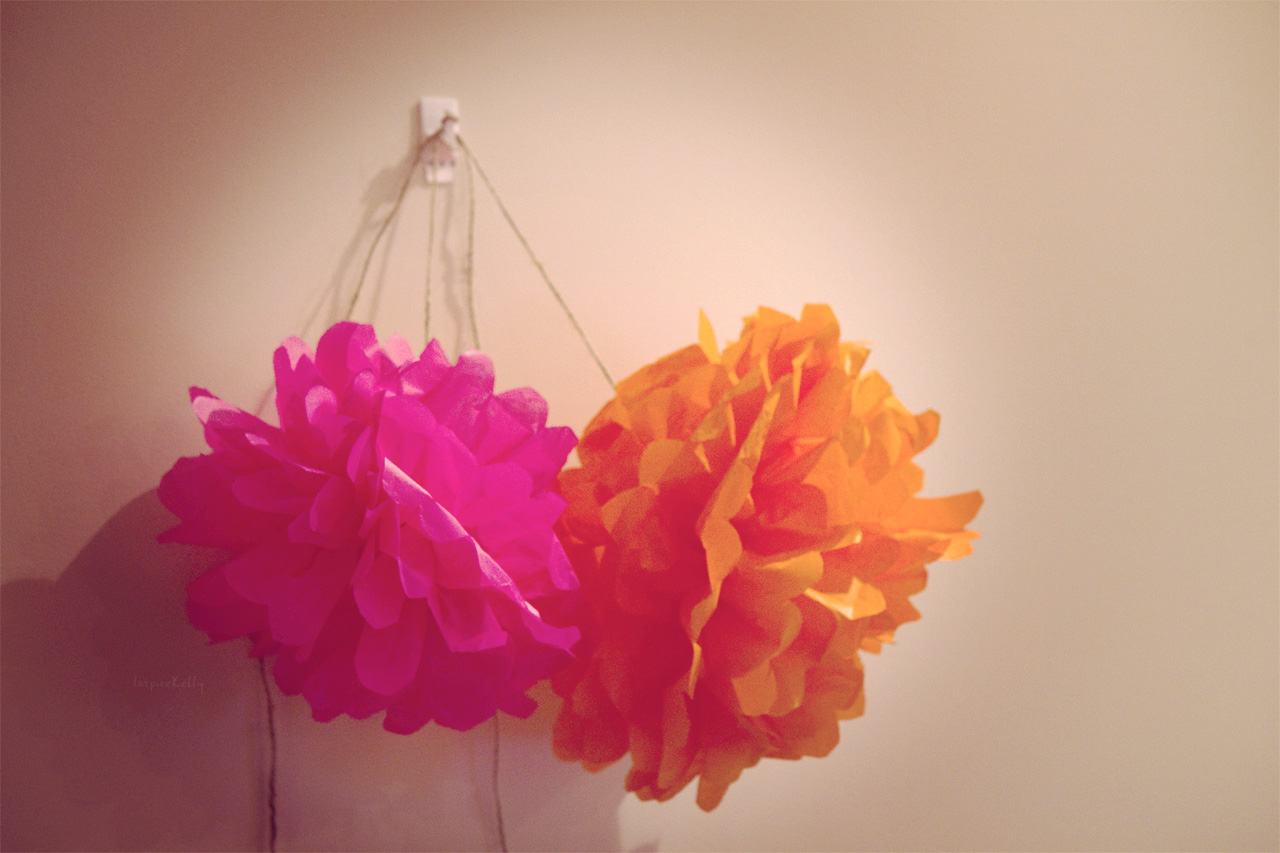
Blommor av silkespapper

Silkespapper eller kräppapper är en typ av tunt, mjukt papper som används som skydd vid förpackning av allehanda ömtåliga föremål eller vid pyssel. 

## Användning
En speciell tillämpning, särskilt förr, var ett första omslag kring blommor, som skulle bäras från blomsterhandeln. Förekommer såväl i papperets naturfärg som i olika kulörer.
Silkespappret används även vid olika sorters pyssel, såsom majvispor, smällkarameller och födelsedagskort.